# Nadir Tedeschi
Nadir Tedeschi (Badia Polesine, 11 agosto 1930 – Trezzano sul Naviglio, 9 agosto 2021) è stato un politico italiano.
Vittima del terrorismo, il 1º aprile 1980 è stato gambizzato dalle Brigate Rosse della Colonna Walter Alasia durante una incursione presso la sede alla Democrazia Cristiana in Via Mottarone 5 a Milano. Insieme a lui vennero feriti Eros Robbiani, Antonio Iosa e Emilio De Buono.

## Biografia
Dirigente dell'Olivetti, democristiano di sinistra e stretto collaboratore di Vittorino Colombo, Nadir Tedeschi è stato deputato della Democrazia Cristiana dal 1976, ha svolto attività legislativa come relatore e correlatore delle leggi di formazione professionale, part-time e riforma sanitaria. È stato membro delle commissioni parlamentari Lavoro, Industria, Difesa e vice presidente della Bicamerale per le Partecipazioni Statali.
Dirigente della DC provinciale e nazionale, è stato segretario della DC milanese. Rieletto deputato nel 1983, è rimasto alla Camera fino al 1987.

Interno della sezione DC di via Mottarone (Milano) dopo l'attacco brigatista

Medaglia d'oro come vittima del terrorismo, consegnata dal Presidente della Repubblica a Milano il 9 maggio 2010, ha pubblicato il libro "Dialogo sull'Italia degli anni di piombo. Intervista sul terrorismo" pubblicato dalla figlia Francesca nel marzo 2011. Il libro è stato ricordato dal Presidente Giorgio Napolitano durante il suo intervento in occasione del Giorno della memoria, il 9 maggio 2011

## Vita privata
Era sposato con Elda Tardivello. La coppia ha avuto tre figli.